# Ellen Nielsen
Ellen Kirstine Marie Nielsen (17. juli 1871 i Bregninge på Sjælland – 25. juli 1960 i Dagushan, Kina) var en dansk missionær.
Ellen Nielsen blev uddannet som lærer. I 1898 blev hun udsendt som missionær til byen Dagushan i Manchuriet (i dag Folkerepublikken Kinas NØ-region Dongbei) i Kina. Hun blev sendt ud af Det Danske Missionsselskab (i dag Danmission), støttet af KFUK.
Ellen Nielsen oprettede en pigekostskole. I de følgende år fulgte yderligere en række skoler og praktiske/sociale tiltag for mange af byens indbyggere, og hun blev kendt som igangsætter.
I 1931 fik hun kinesisk statsborgerskab.
I 1947 blev hun under borgerkrigen sat i husarrest.
I 1980 blev hun rehabiliteret (hun fik æresoprejsning) ved bl.a. en mundtlig og skriftlig erklæring fra de kinesiske myndigheder.
Den kinesiske kirke omtaler Ellen Nielsen med stor respekt. Der blev i begyndelsen af 1990'erne af de lokale myndigheder rejst en mindesten over hende i Dagushan. Her anerkendes hendes store betydning i både åndelig og verdslig henseende.